# ナセル・アリイ
ナセル・アリイ（Naser Aliji、1993年12月27日 - ）は、マケドニア共和国・クマノヴォ出身のプロサッカー選手。アルバニア代表。ポジションは、ディフェンダー。

## クラブ経歴
4歳の時に家族とともにスイスのバーデンに移住。バーデンのクラブFCバーデンでプレーを始め、FCアーラウ、次いでFCバーゼルに移籍した。
2013年6月にトップ昇格、バーゼルとプロ契約を結んだ。8月17日開催のスイス・カップ・BSCオールドボーイズ戦でトップチームデビュー。2014年3月16日のFCアーラウ戦でリーグ初出場・初スタメン。
2014–15シーズンはパウロ・ソウザ監督の下で出場機会に苦しみ、シーズン前半で公式戦出場はわずか9試合にとどまった。
2015年1月、FCファドゥーツに1年半のレンタルで加入。2月15日のFCアーラウ戦で加入後初出場。
2016年7月、2. ブンデスリーガの1.FCカイザースラウテルンにフリーで加入。契約は2019年6月まで。

## 代表歴
ユース年代はスイス代表としてプレーしていたがアルバニア代表での出場資格も有していた。
2015年6月13日開催の親善試合・フランス代表戦でアルバニア代表初出場。
2016年5月、UEFA EURO 2016のメンバー23人の一人に選ばれた。しかし出場機会はなくチームはグループリーグで敗退した。
UEFA EURO 2024に選出